# Nitrogen total Kjeldahl

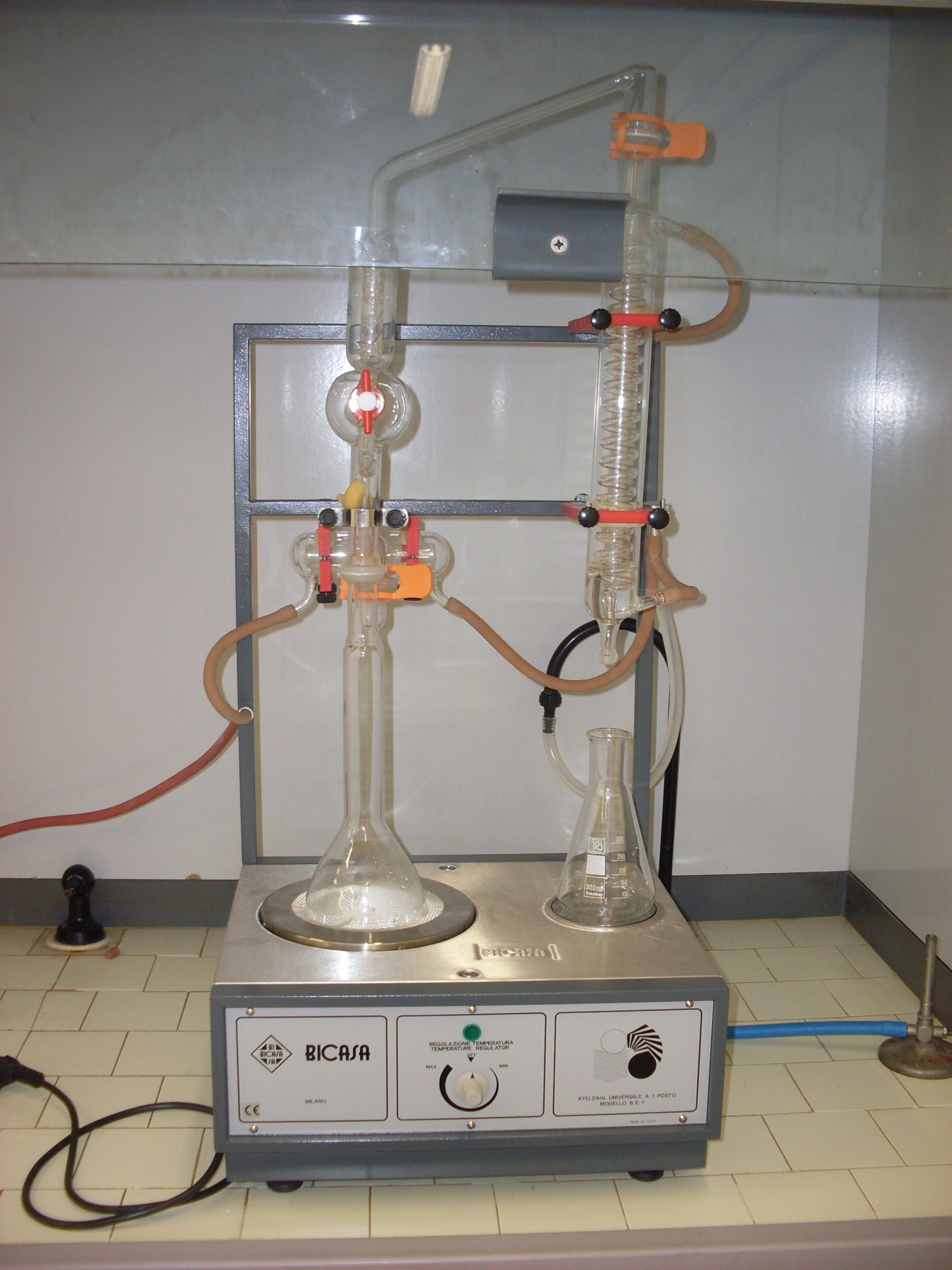
Dispositiu per determinar el nitrogen Kjeldahl.

El Nitrogen Total Kjeldhal (NTK) mostra la concentració de Nitrogen orgànic i amoniacal que té una mostra, normalment donat en mg/L, tret amb el mètode Kjeldhal. El qual consisteix en l'addició d'àcid sulfúric prou concentrat a la mostra (normalment una dissolució aquosa) de manera que aquest transforma les formes del nitrogen a nitrogen amoniacal, exactament com sulfat amònic, i posteriorment s'afegeix sosa (NaOH o KOH) perquè el sulfat amònic es convertisca en amoníac lliure. Posteriorment, l'amoníac se separa de la resta de la mostra per destil·lació.
Per a mostrar el resultat com contingut en nitrogen s'utilitza la fórmula següent:
%N = ((V * N - V' * N') * 14)/m)*100
on:
% N = Contingut de nitrogen de la mostra en %
V = Volum, en ml de l'àcid titulat
N = Normalitat de l'àcid titulat.
V'= Volum de base titulat emprat a la valoració.
N'= Normalitat de la base emprada a la valoració.
m = masa pesada de mostra, en mil·ligrams.

## Reacció química
(NH₄)₂SO₄ + 2NaOH ---→ Na₂SO₄ + 2NH₃ + 2H₂O